# Friedrich Wilhelm Otte
Friedrich Wilhelm Otte (ur. 22 września 1898 w Nowej Rudzie, zm. 8 maja 1944 w Sewastopolu) – niemiecki generał major, który służył w Wehrmachcie podczas II wojny światowej.

## Życiorys
Friedrich Wilhelm Otte rozpoczął służbę 1 listopada 1916 r. podczas I wojny światowej jako ochotnik w pruskiej królewskiej armii. W batalionie saperskim w 1918 roku awansował na stopień podporucznika rezerwy. Jako podporucznik był dowódcą plutonu w batalionie saperskim. W 1920 r. z Reichswehry przeszedł do rezerwy. Rozpoczął pracę w policji. W 1925 r. otrzymał awans na stopień podporucznika. 2 września 1923 r. ożenił się z Giselą Brack. W 1933 r. został kapitanem policji. Wraz z włączeniem Reichswehry do Wehrmachtu został przyjęty do armii 1 października 1935 r. jako kapitan. Następnie otrzymał mianowanie na kapitana 2 kompanii 47 batalionu saperskiego. 1 stycznia 1937 r. awansował do stopnia majora. Jako taki, dalej służył w 47 batalionie saperskim jako dowódca kompanii. 10 listopada 1938 r. został mianowany dowódcą I batalionu 68 pułku saperów w miejscowości Rehagen-Klausdorf w gminie Am Mellensee, w powiecie Teltow-Fläming (Brandenburgia). Podczas mobilizacji w 1939 r., przed wybuchem II wojny światowej, został mianowany dowódcą batalionu w 3 pułku saperów. Jesienią 1939 r. zrezygnował z dowództwa. 1 czerwca 1940 r. awansował do stopnia podpułkownika. W 1941 r. mianowano go dowódcą 97 batalionu saperów. 9 marca 1942 r. mianowany dowódcą 207 pułku piechoty. 1 kwietnia 1942 roku awansował na stopień pułkownika. 13 maja 1942 r. został odznaczony złotym Krzyżem Niemieckim (Deutsches Kreuz). 6 lipca 1942 r. powołano go na dowódcę 207 pułku piechoty. 13 listopada 1942 r. otrzymał Krzyż Rycerski Krzyża Żelaznego (Ritterkreuz des Eisernen Kreuzes). W 1944 r. mianowany dowódcą 213 pułku grenadierów. Friedrich Wilhelm Otte zginął podczas ofensywy krymskiej w 1944 r. Został pośmiertnie awansowany do stopnia generała-majora.

## Odznaczenia
- Krzyż Żelazny (1914)
  - 2 klasy
  - 1 klasy
- Krzyż Honorowy za Wojnę Światową 1914-1918
- Krzyż Żelazny (1939)
  - 2 klasy
  - 1 klasy
- Medal za Kampanię Zimową na Wschodzie 1941/1942
- Złoty Krzyż Niemiecki (13 maja 1942)
- Krzyż Rycerski Krzyża Żelaznego, 13 listopada 1942 r. jako dowódca 207 pułku piechoty